# Ili-Timur
Ili-Timur (Ele-Timuk) ist eine Aldeia auf der südostasiatischen Insel Atauro, die zu Osttimor gehört. 2015 hatte die Aldeia 168 Einwohner.

## Geographie
Ili-Timur liegt im Nordosten des Sucos Macadade (Gemeinde Atauro), im Inneren der Insel. Südöstlich befindet sich die Aldeia Bite. Im Norden grenzt Ili-Timur an den Suco Beloi und im Süden an den Suco Maquili.
Die Siedlung Ili-Timur liegt im Norden der Aldeia.

## Einrichtungen
In Ili-Timur befinden sich die Kapelle Ili-Timur und die Kapelle São Paulo.